# 知无涯者
《知无涯者：拉马努金传》（英語：The Man Who Knew Infinity: A Life of the Genius Ramanujan）是美国传记作家罗伯特·卡尼格尔1991出版的一本关于印度数学家斯里尼瓦瑟·拉马努金的传记作品，介绍了拉马努金的出生以及前往英国剑桥大学与戈弗雷·哈罗德·哈代共事的往事。

## 改编电影
2015年，本书改编的同名电影上映，由戴夫·帕托和傑瑞米·艾恩斯主演，
并参与了2015年多倫多國際影展。